# Peñarroya de Tastavins
Peñarroya de Tastavins è un comune spagnolo di 539 abitanti situato nella comunità autonoma dell'Aragona.
Fa parte, insieme ad altri comuni situati nell'Aragona orientale, della Frangia d'Aragona. La lingua più parlata in paese è da sempre una variante del catalano occidentale.